# 卡梅济耶农村居民点
卡梅济耶农村居民点（俄语：Камызинское сельское поселение）是俄罗斯联邦别尔哥罗德州克拉斯诺耶区所属的一个农村居民点。其下辖有2个居民点，行政中心为卡梅济耶。据2016年统计，该农村居民点的人口为1228人。